# WIPO GREEN
WIPO GREEN es un programa de la Organización Mundial de la Propiedad Intelectual que apoya los esfuerzos mundiales contra el cambio climático y en favor de la seguridad alimentaria mediante el intercambio de innovaciones tecnológicas sostenibles.
WIPO GREEN se estableció en 2013, como un mercado en línea gratuito para el intercambio de tecnología, al tiempo que conecta a proveedores y buscadores de invenciones e innovaciones de tecnología ambiental. WIPO GREEN sirve como plataforma para innovadores, pequeñas y medianas empresas, empresas de la lista Fortune 500 y otras partes interesadas para participar en la innovación de tecnología verde e incrementar su difusión con la ayuda de los derechos de propiedad intelectual. 
Dirigida por División de Desafíos Mundiales de la OMPI, WIPO GREEN consta de tres elementos principales: 1) la base de datos en línea de tecnologías sostenibles, 2) proyectos de aceleración y 3) la red de socios de WIPO GREEN.

## Base de datos WIPO GREEN
La base de datos WIPO GREEN es la parte más importante de la plataforma. Es un catálogo de innovación global gratuito que conecta las necesidades a resolver sobre problemas ambientales con soluciones sostenibles que van desde prototipos hasta productos comercializables disponibles para la venta, licencias, colaboraciones, transferencia de conocimientos, joint ventures o colaboraciones. Los innovadores de tecnología verde pueden promocionar sus productos, mientras que negocios, organizaciones y gobiernos en busca de tecnologías verdes pueden exponer sus necesidades y buscar colaboraciones con los proveedores.
Hacia julio de 2022, WIPO GREEN poseía más de 120 mil tecnologías, necesidades y expertos, más de 2 mil usuarios en 110 países y se habían registrado más de mil conexiones realizadas entre proveedores y buscadores de tecnología.
La base de datos utiliza herramientas de IA, para realizar conexiones, dar seguimiento y alertas de las cargas realizadas por los usuarios y para encontrar aplicaciones comerciales de una patente a través de  Patent2Solution. 
Todas las tecnologías cargadas en la base de datos de WIPO GREEN siguen siendo propiedad del titular de los derechos. Corresponde al titular del derecho y a las partes colaboradoras estructurar los acuerdos de la forma que consideren más adecuada y eficaz.
WIPO GREEN no exige que las tecnologías o innovaciones cargadas en la base de datos estén patentadas o en proceso de patentarse. Así, los proveedores de tecnología pueden cargar su tecnología mientras las patentes están pendientes.

## Proyectos de Aceleración
Los proyectos de aceleración trabajan con los socios de WIPO GREEN y las organizaciones locales para explorar los desafíos locales y las oportunidades ecológicas para necesidades ambientales particulares. Estos proyectos se organizan anualmente en diferentes países o regiones alrededor y conectan a proveedores y buscadores de tecnologías verdes.
El Proyecto de Aceleración de América Latina explora nuevas tecnologías innovadoras en la región y facilita el intercambio de tecnología verde entre proveedores y buscadores de oportunidades verdes como rotación intensificada de cultivos, la recarbonización del suelo y la gestión forestal en Argentina; agricultura de conservación o labranza cero en Brasil; y la producción de vino en Chile.
En octubre de 2021, un proyecto en Indonesia sobre aguas residuales de molinos de aceite de palma (POME) —un subproducto que emite gases de efecto invernadero y daña la flora y la fauna en los ríos locales—, identificó soluciones ecológicas viables para convertir el alto contenido orgánico de aguas residuales POME en biogás y otros usos más amigables con el medio ambiente.
Otros proyectos se han llevado a cabo en Camboya, Indonesia y Filipinas sobre tratamiento de aguas residuales, agricultura y tecnologías del agua.

## Red de socios
Los socios de WIPO GREEN son instituciones públicas o privadas que desean colaborar para hacer avanzar la misión de WIPO GREEN. La red tiene como objetivo ayudar a la implementación y difusión de innovaciones tecnológicas verdes en todo el mundo. Los socios incluyen instituciones gubernamentales, organizaciones intergubernamentales, instituciones académicas y empresas, desde pequeñas y medianas empresas hasta compañías Fortune 500.
En 2022, WIPO GREEN contaba con una red de más de 146 organizaciones asociadas involucradas en tecnología ecológica.
| Socios destacados de WIPO Green                                    | Año de asociación | País             |
| ------------------------------------------------------------------ | ----------------- | ---------------- |
| Banco Asiático de Desarrollo                                       | 2014              | Filipinas        |
| Ajinomoto Co., Inc.                                                | 2021              | Japón            |
| Concilio de Desarrollo de Comercio de Hong Kong / Asia IP Exchange | 2014              | Hong Kong, China |
| Austria Wirtschaftsservice Gesellschaft mbH (aws)                  | 2021              | Austria          |
| Oficina de Propiedad Intelectual Canadiense (Canadá)               | 2017              | Canadá           |
| Canon Inc.                                                         | 2020              | Japón            |
| CGIAR                                                              | 2020              | Francia          |
| Climate KIC (Suiza)                                                | 2015              | Suiza            |
| Daicel Corporation                                                 | 2020              | Japón            |
| Daikin Industries Ltd.                                             | 2020              | Japón            |
| Denka Co., Ltd                                                     | 2022              | Japón            |
| Furukawa Electric Co., Ltd                                         | 2021              | Japón            |
| Ghana Bamboo Bikes Initiative                                      | 2013              | Ghana            |
| Haier (China)                                                      | 2015              | China            |
| Hitachi Ltd.                                                       | 2020              | Japón            |
| Honda Motor Co., Ltd.                                              | 2020              | Japón            |
| Inovent (Turkey)                                                   | 2013              | Turquía          |
| IBM                                                                | 2019              | Multinacional    |
| Cámara de Comercio Internacional                                   | 2014              | Francia          |
| Oficina de Patentes de Japón                                       | 2020              | Japón            |
| K. A. CARE                                                         | 2017              | Arabia Saudita   |
| Konica Minolta                                                     | 2019              | Japón            |
| Liga Árabe                                                         | 2013              | Egipto           |
| Universidad de Ciencia y Tecnología de Malaui                      | 2020              | Malaui           |
| Centro para la Ciencia de Polímeros, Universidad de Meiji          | 2020              | Japón            |
| Mitsubishi Electric Corporation                                    | 2021              | Japón            |
| Instituto Estatal de Relaciones Internacionales de Moscú           | 2019              | Rusia            |
| Panasonic                                                          | 2020              | Japón            |
| Ricoh                                                              | 2021              | Japón            |
| Universidad Sabancı (Turquía)                                      | 2013              | Turquía          |
| Autoridad Saudí para la Propiedad Intelectual                      | 2020              | Arabia Saudita   |
| Shiseido Company Limited                                           | 2020              | Japón            |
| Siemens                                                            | 2013              | Alemania         |
| Fundación Skolkovo                                                 | 2020              | Rusia            |
| Solar Impulse Foundation                                           | 2019              | Suiza            |
| Universidad Strathmore (Kenia)                                     | 2013              | Kenia            |
| Sumitomo Electric Industries Ltd                                   | 2019              | Japón            |
| Instituto federal suizo de propiedad intelectual                   | 2019              | Suiza            |
| Tianjin TEDA Energy Group Co., Ltd.                                | 2020              | China            |
| Teijin Limited                                                     | 2015              | Japón            |
| Universidad de Tokio                                               | 2021              | Japón            |
| Universidad de Tohoku                                              | 2021              | Japón            |
| Toyota Motor Corporation                                           | 2020              | Japón            |
| Instituto Ambiental Waseda, Universidad de Waseda                  | 2014              | Japón            |
| Universidad Yamagata                                               | 2021              | Japón            |